# Cmentarz wojenny nr 300 – Rajbrot-Kobyła

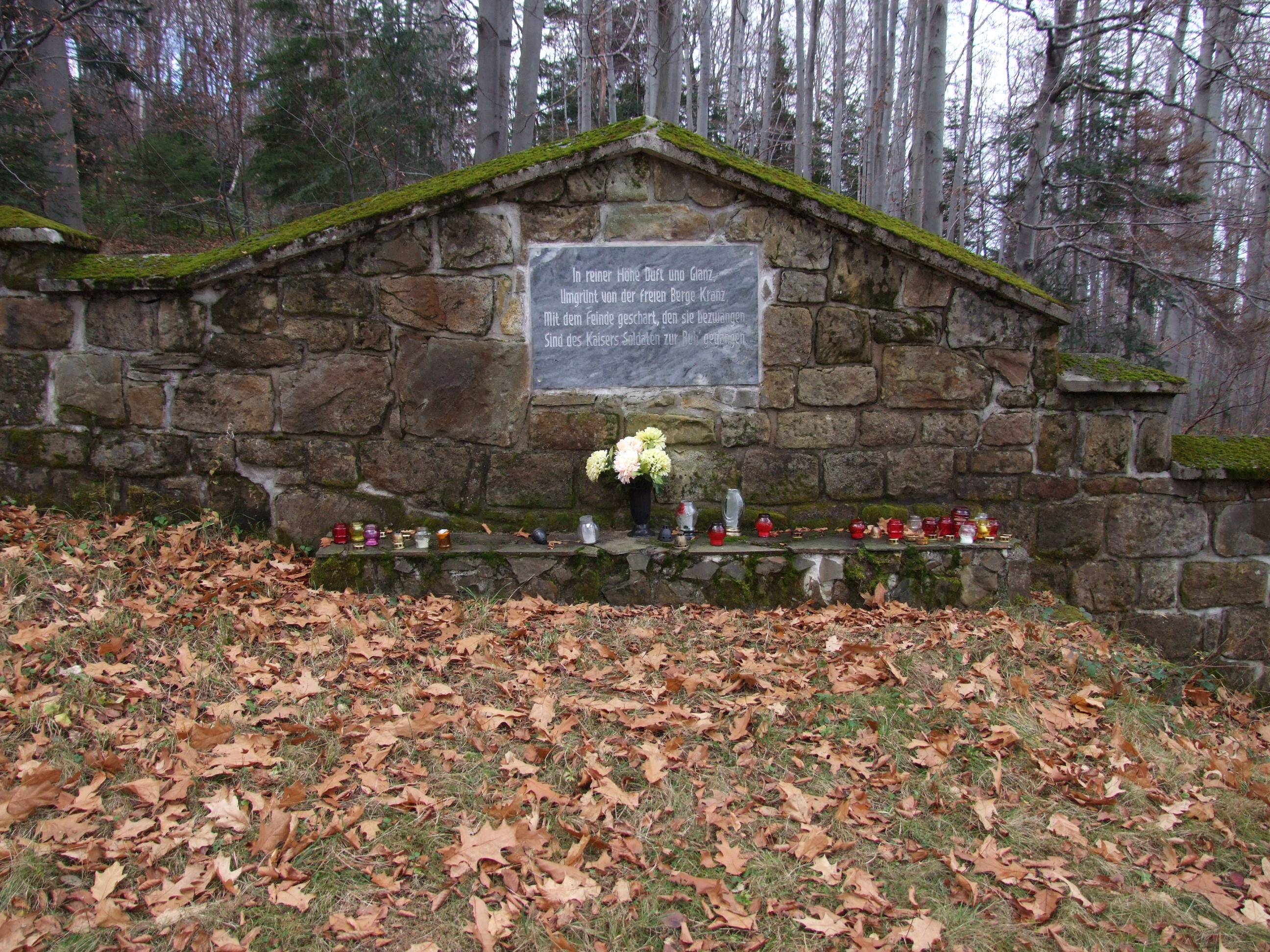
Tablica inskrypcyjna na murze

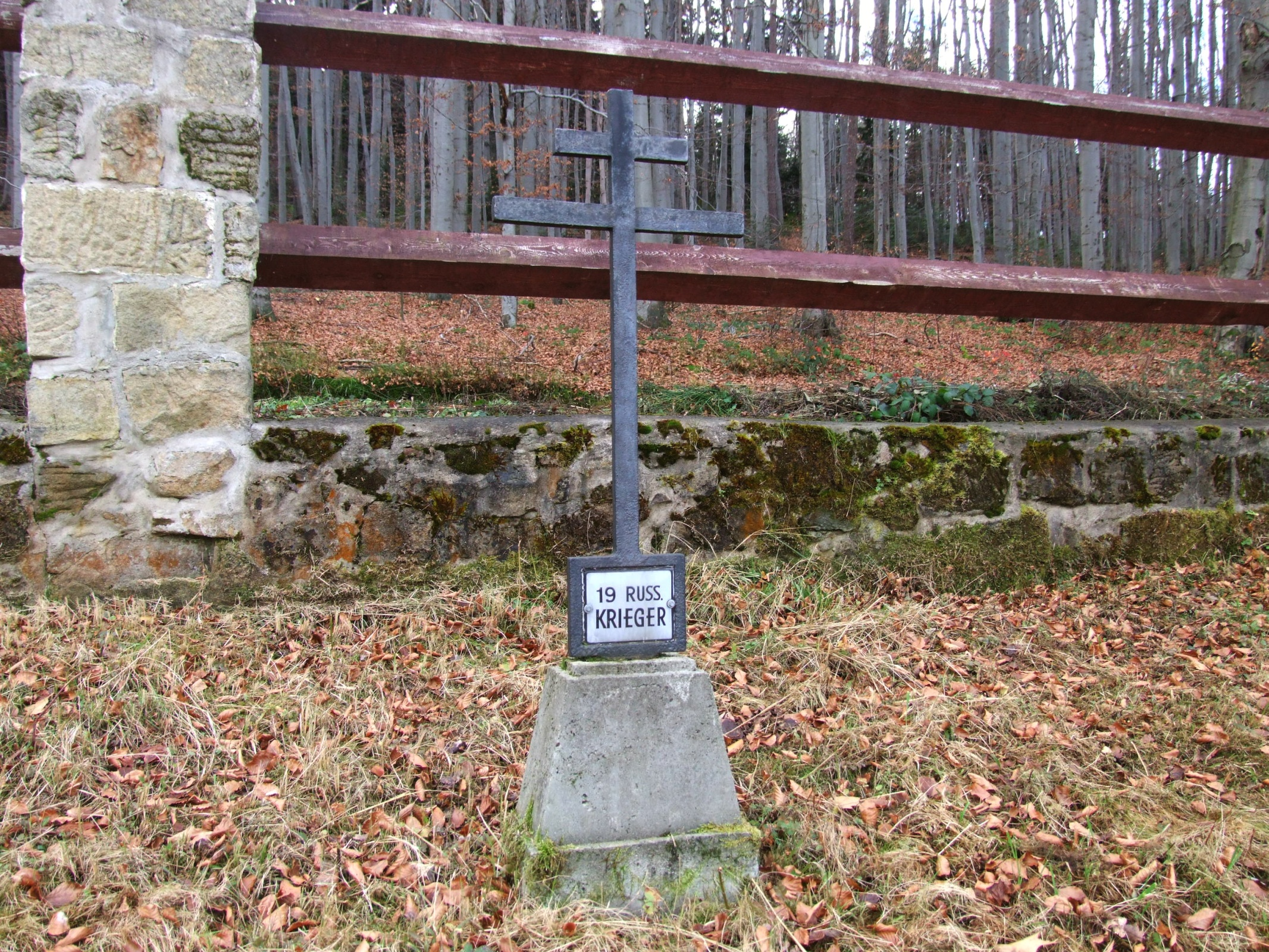
Nagrobek żołnierzy rosyjskich

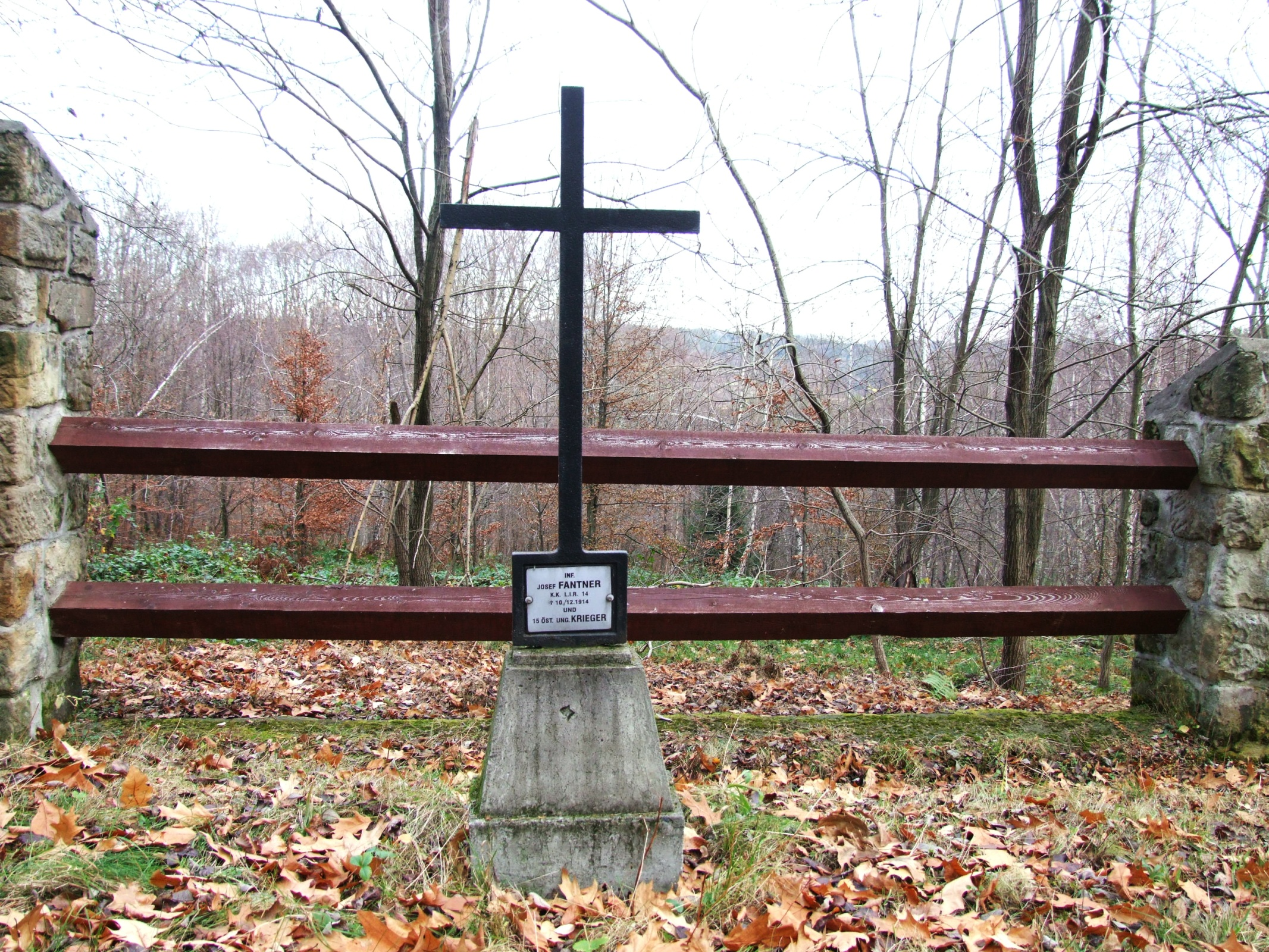
Nagrobek żołnierzy austriackich

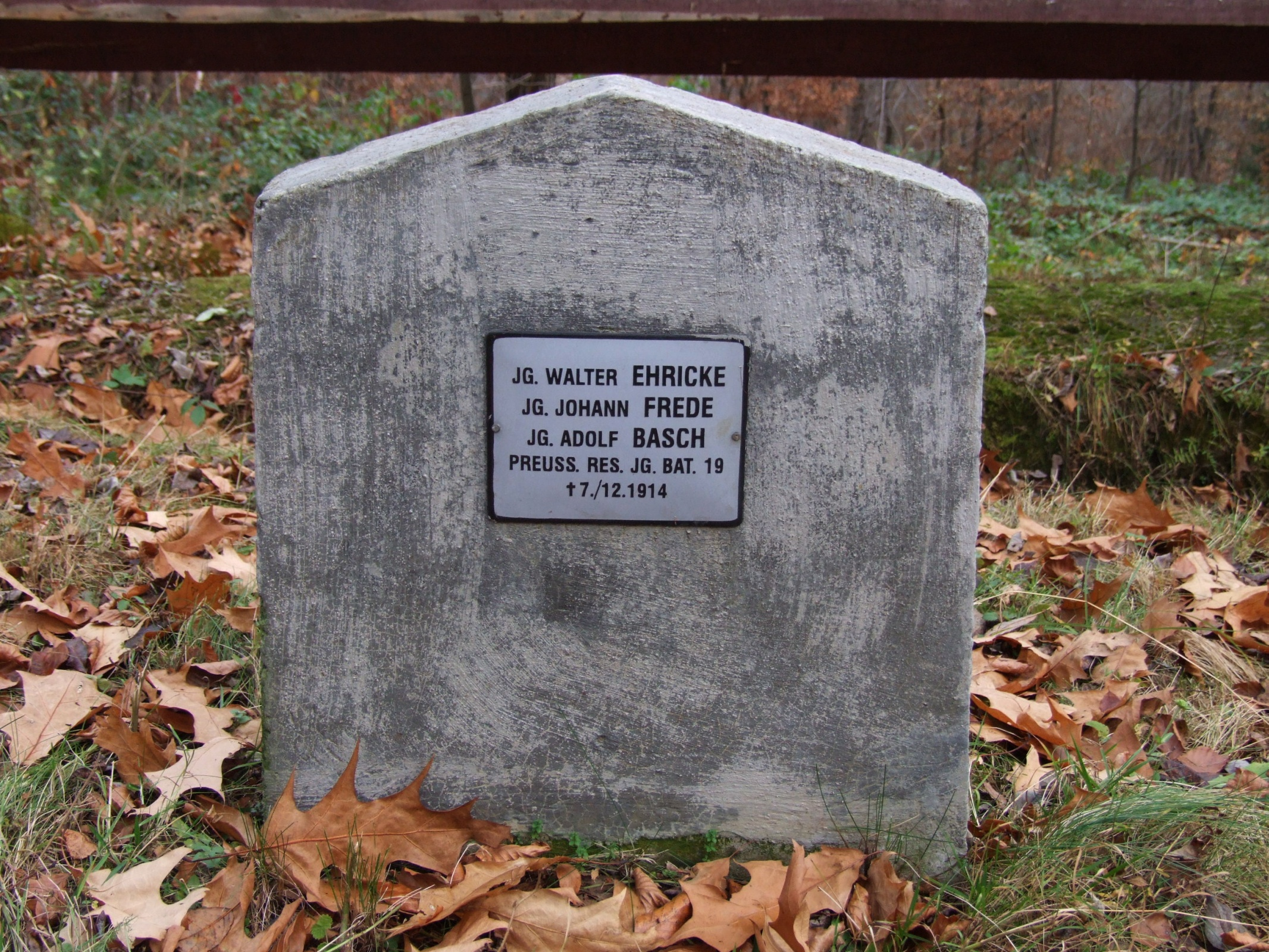
Stela żołnierzy austriackich

Cmentarz wojenny nr 300 – Rajbrot-Kobyła – cmentarz z okresu I wojny światowej znajdujący się na północnym stoku Kobyły. Administracyjnie jest to w miejscowości Rajbrot w gminie Lipnica Murowana w powiecie bocheńskim w województwie małopolskim. Jest jednym z 400 zachodniogalicyjskich cmentarzy wojennych zbudowanych przez Oddział Grobów Wojennych C. i K. Komendantury Wojskowej w Krakowie. Z tej liczby w okręgu bocheńskim cmentarzy jest 46.

## Lokalizacja
Cmentarz znajduje się w bukowym lesie na północnych stokach wzniesienia Kobyła (603 m n.p.m.) na skraju Beskidu Wyspowego i Pogórza Wiśnickiego. Prowadzi do niego leśna droga od należącego do miejscowości Rajbrot osiedla Kucki. Odchodzi ona od ostatnich, znajdujących się pod lasem zabudowań. Miejsce to wskazuje tablica informacyjna. Odległość od tego miejsca do cmentarza wynosi ok. 700 m. Cmentarz znajduje się na wysokości ok. 560 m n.p.m. Po jego wschodniej stronie wypływa potok uchodzący do Uszwicy. W lesie otaczającym cmentarz znaleźć jeszcze można zarysy okopów strzeleckich i stanowisk karabinów maszynowych.

## Historia
Pochowano tutaj żołnierzy armii rosyjskiej, austrio-węgierskiej i niemieckiej, którzy zginęli w walkach na okolicznych terenach w dniach 7-12 grudnia 1914 w czasie operacji limanowsko-łapanowskiej. Rosjanie zajęli Rajbrot i okoliczne tereny już 11 listopada 1914. Ówcześni komentatorzy piszą: „"Zjawiają się Moskale, którzy jak mrowie zajmują na kwatery wszystkie niemal domy". Na okolicznych wzgórzach utworzyli umocnione pozycje obronne. Wzgórze Kobyły miało duże strategiczne znaczenie i toczono o niego niezwykle zacięte boje; aż sześć razy przechodziło ono z rąk do rąk. 13 grudnia Rosjanie rozpoczęli wycofywanie się dalej na wschód. Marcin Krawczyk z Łąkty Górnej, wspomina: "pobojowisko w rejonie Żegociny, przedstawiało okropny widok, pola pokryte zabitymi Prusakami, Rosjanami, Austriakami. Obok mnóstwo broni i materiałów zrabowanych poprzez Rosjan i ukrytych w okopach".
Na cmentarzu tym w 41 zbiorowych i 20 pojedynczych mogiłach pochowano łącznie 241 żołnierzy, w tej liczbie:
- 96 żołnierzy armii austro-węgierskiej z 24 pułku piechoty landwery;
- 28 żołnierzy armii niemieckiej z 217, 218 i 219 pruskiego rezerwowego pułku piechoty  i 19 rezerwowego batalionu strzelców;
- 117 żołnierzy armii rosyjskiej

Zidentyfikowano 34 żołnierzy. 

## Opis cmentarza
Cmentarz wykonano na planie prostokąta na dość stromym stoku. Z tego też względu teren cmentarza wyrównano, wykonując tarasy, na których rzędami wykonano mogiły. Od zachodniej strony cmentarz otoczony jest murem z kamienia ciosanego, pozostałe natomiast boki ogrodzenia tworzy betonowa podmurówka i kamienne, murowane słupki, dawniej połączone grubymi rurami żelaznymi, obecnie drewnianymi żerdkami. Wejście na cmentarz od strony wschodniej przez niska furtkę. Głównym elementem dekoracyjnym jest znajdująca się w południowo-zachodnim rogu ogrodzenia kamienna ściana z tablicą inskrypcyjna i betonową ławeczką. Napis na tablicy: „In reiner Hohe Duft und Glanz Umgrunt von der freien Berge Kranz, Mit dem feinde geschart, den sie bezwangen, Sind des Kaisers Soldaten zur Ruh' gegangen. Hans Hauptman”. Na mogiłach umieszczono betonowe stele z tablicą inskrypcyjną lub żelazne krzyże na betonowych cokołach. Zarówno stele, jak i krzyże mają blaszane lub żeliwne tabliczki inskrypcyjne. Na mogiłach żołnierzy armii austriackiej i niemieckiej umieszczono krzyże łacińskie, na mogiłach żołnierzy rosyjskich krzyże lotaryńskie.

## Losy cmentarza
W 1915, gdy tylko front przesunął się dalej na wschód, Austriacy przystąpili do budowy cmentarza. Projektantem, podobnie, jak innych cmentarzy w tej okolicy, był Franz Stark. W okresie Polski międzywojennej cmentarz jako nowy był jeszcze w dobrym stanie. Po II wojnie ranga cmentarza w świadomości społeczeństwa i ówczesnych władz zmalała, przybyły bowiem nowe, świeższe cmentarze i dramatyczne historie nowej wojny. Cmentarz ulegał w naturalny sposób niszczeniu przez czynniki pogody i roślinność. Dopiero od lat 90. zaczęto o niego dbać i przeprowadzono niezbędne remonty. Na cmentarzu była alejka obsadzona dębami czerwonymi. Wycięto je, gdyż niszczyły cmentarz. Żelazne rury ogrodzenia zastąpiono drewnianymi żerdziami, na miejsce rozbitej tablicy inskrypcyjnej wstawiono nową. W Święto Zmarłych młodzież szkolna zapala na cmentarzu znicze, a corocznie w październiku organizuje rajd „Szlakiem cmentarzy I wojny światowej okolic Żegociny”. W gminie Żegocina akcję tę zainicjował Tadeusz Olszewski, nauczyciel gimnazjum.